# Dieter Baumanns

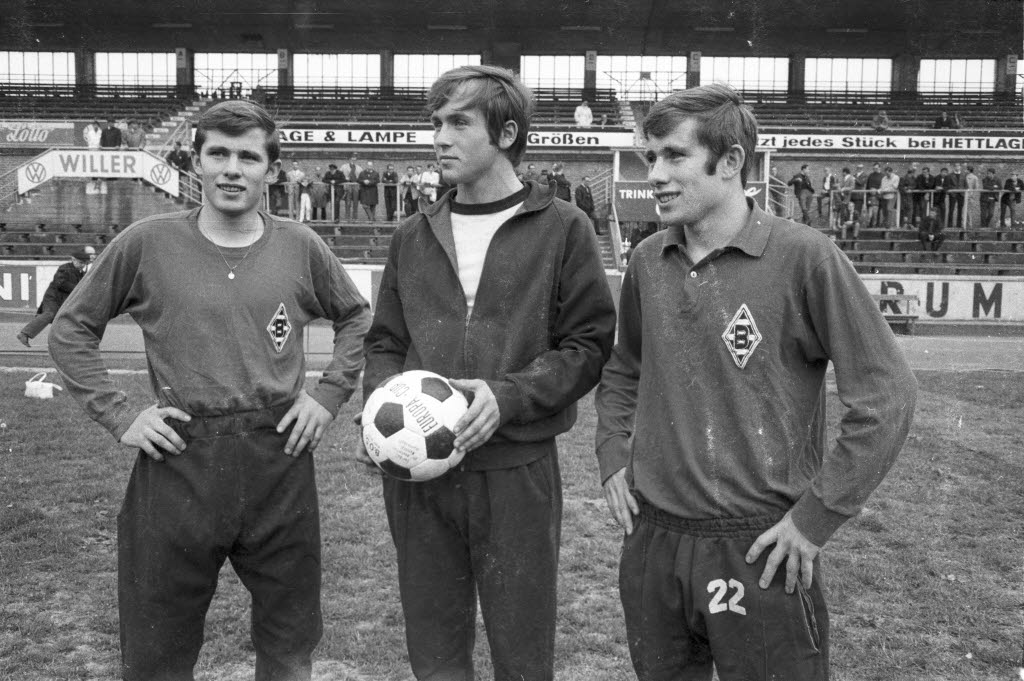
Klaus-Willi Baumanns, Siegmund Saborrosch (TSV Plön) und Dieter Baumanns (v. l. n. r.) im Sommer 1968 beim Probetraining bei Holstein Kiel

Dieter Baumanns (* 15. September 1948 in Mönchengladbach; † 5. November 2023) war ein deutscher Fußballspieler.

## Sportlicher Werdegang
Gemeinsam mit seinem Zwillingsbruder Klaus-Willi Baumanns spielte er ab 1956 in der Jugend von Borussia Mönchengladbach. Als Teenager rückten sie zusammen in den Profikader, kamen aber zu keinem Pflichtspieleinsatz in der Bundesliga. Während des Wehrdienstes in der Bundeswehr verlieh der Klub das Zwillingspaar ab 1968 zum Zweitligisten Holstein Kiel in die Regionalliga Nord. In der Spielzeit 1969/70 verpassten die beiden mit der Mannschaft als Tabellendritter nur knapp die Aufstiegsrunde zur Bundesliga, in die Meister VfL Osnabrück und der VfL Wolfsburg einzogen. Statt am Ende der Dienstzeit nach Gladbach zurückzukehren, warb im Sommer 1970 der VfL Osnabrück die beiden an. Unter den Trainern Fritz Langner und Erwin Türk war er zwar mit der Mannschaft relativ erfolgreich und zog mit ihr jeweils 1971 und 1972 erneut in die – letztlich erfolglos verlaufenden – Aufstiegsrunden ein, hatte sich dabei jedoch nie dauerhaft als Stammspieler etabliert. In zwei Spielzeiten stehen für den Außenstürmer 43 Ligaeinsätze zu Buche, in denen er neun Tore erzielte.
Im Sommer 1972 trennten sich die Wege der Baumanns-Brüder, Dieter wechselte gemeinsam mit dem Osnabrücker Mannschaftskameraden Friedrich Lehmann zum badischen Amateurklub FC Villingen 08 in die 1. Amateurliga Schwarzwald-Bodensee, der aus der Regionalliga Süd abgestiegen war. Als Meister der Spielzeit 1972/73 verpasste er mit dem Klub einen Punkt hinter dem vormaligen Deutschen Meister VfR Mannheim in der anschließenden Aufstiegsrunde der vier Amateurmeister Baden-Württembergs die Rückkehr in die Zweitklassigkeit. In der folgenden Spielzeit glückte die Titelverteidigung, aufgrund der Einführung der 2. Bundesliga gab es jedoch keinen Aufstieg. Dennoch trat Baumanns dort in der Folge an, da er sich dem Zweitligisten Alemannia Aachen anschloss. Unter Trainer Michael Pfeiffer war er zu Beginn der Spielzeit 1974/75 vornehmlich Ergänzungsspieler, erst unter Nachfolger Horst Witzler stand er als Defensivspieler aufgestellt vermehrt in der Startelf. In der folgenden Spielzeit hatte er sich endgültig als Stammspieler durchgesetzt und blieb dies auch unter Gerhard Prokop, der Ende Januar 1976 das Zepter bei seiner ersten Trainerstation offiziell übernahm. Dieser setzte ihn auch offensiver ein, so dass er nach einer bis dato torlosen Spielzeit nach seinem Treffer beim 2:1-Erfolg über – ausgerechnet – seinen Ex-Klub VfL Osnabrück bei seinem Debüt unter dem neuen Trainer am 31. Januar des Jahres bis zum Saisonende noch vier Saisontore erzielte.
Nach drei Jahren mit exakt einhundert Spielen für die Alemannia in der 2. Bundesliga, in denen er insgesamt 16 Tore erzielte, verließ Baumanns im Sommer 1977 Deutschland und wechselte zur in der belgischen Nachbarschaft angesiedelten AS Eupen, die in die Drittklassigkeit abgestiegen war. Hier beendete er seine aktive Laufbahn. Im November 2011 gehörte er neben Michael Pfeiffer sowie den seinerzeitigen Mitspielern Georg Marwig, Wilhelm Haag, Rekordspieler Joaquín Montañés, Willi Reuter, Helmut Schütt, Erwin Palm und Christian Breuer anlässlich Alemannias 1000. Zweitligaspiel zu den geladenen Vertretern der ersten Zweitligamannschaft.
Nach dem Karriereende betrieb Baumanns eine Gastwirtschaft in Mönchengladbach. Er verstarb am 5. November 2023 im Alter von 75 Jahren.